# Akim Tamiroff
Akim Mihailovici Tamiroff (în armeană Ակիմ Թամիրով, în rusă Аким Михайлович Тамиров; nume la naștere Hovakim, în armeană Հովակիմ; n. 29 octombrie 1899, Tbilisi, Imperiul Rus – d. 17 septembrie 1972, California, SUA) a fost un actor american de origine armeană. El a câștigat primul Globul de Aur pentru cel mai bun actor în rol secundar, a fost nominalizat de două ori la Premiul Oscar pentru cel mai bun actor în rol secundar și a apărut în cel puțin 80 de filme americane într-o carieră de 37 de ani.

## Biografie
Tamiroff s-a născut în Tiflis, Imperiul Rus (acum Tbilisi, Georgia), fiind de origine armeană. A urmat cursurile școlii de teatru de la Teatrul de Artă din Moscova. El a sosit în SUA în 1923, într-un turneu cu o trupă de actori și a decis să rămână. Tamiroff a reușit să-și formeze o carieră la Hollywood, în ciuda puternicului său accent rusesc.

### Actor de film
Debutul în film al lui Tamiroff a avut loc în 1932, într-un rol neprecizat din Okay, America!. El a interpretat multe alte roluri până în 1935, când a obținut un rol principal în The Lives of a Bengal Lancer. De asemenea, el a apărut în filmul epic China Seas în 1935, alături de Clark Gable, Wallace Beery, Jean Harlow, Rosalind Russell și Robert Benchley. În anul următor, el a fost distribuit în rolul titular din filmul The General Died at Dawn, cu Gary Cooper, pentru care a fost nominalizat la Premiul Oscar pentru cel mai bun actor în rol secundar. El a apărut apoi în muzicalul High, Wide, and Handsome (1937) cu Irene Dunne și Randolph Scott, și în filmul proto-noir Dangerous to Know  (1938) ca antagonist al personajului interpretat de Anna May Wong, considerat frecvent ca fiind cel mai bun rolul său.
În următorul deceniu, el a apărut în filme precum The Buccaneer (1938) cu Fredric March, The Great McGinty (1940), The Corsican Brothers (1941), Tortilla Flat (1942), cu Spencer Tracy, Hedy Lamarr și John Garfield, Five Graves to Cairo (1943), cu Erich von Stroheim în rolul mareșalulului Erwin Rommel, His Butler's Sister  (1943) al lui Frank Borzage, Pentru cine bat clopotele (1943), cu Gary Cooper și Ingrid Bergman, pentru care a primit o altă nominalizare la Oscar, și The Miracle of Morgan's Creek (1944) al lui Preston Sturges. În ultimii ani, Tamiroff a apărut în Ocean's 11 (1960), cu Frank Sinatra și Dean Martin, Topkapi (1964), cu Peter Ustinov, Alphaville (1965), și a avut o lungă colaborare cu Orson Welles , inclusiv Stigmatul răului (1958), cu Charlton Heston, Mr Arkadin (1955), Procesul (1962) și versiunea neterminată de Welles a lui Don Quijote, în care l-a interpretat pe Sancho Panza.

### Moștenire
În timp ce Tamiroff poate că nu este un nume familiar amatorilor contemporani de cinema, interpretarea sa malapropistică a boss-ului din The Great McGinty a inspirat personajul de desene animate Boris Badenov, jumătatea masculină a echipei de bandiți Boris și Natașa din Rocky and Bullwinkle Show. De asemenea, a fost parodiat în episodul din 1969 al spectacolului TV H.R. Pufnstuf intitulat „Stand-in”, în care o broască numit „Akim Toadanoff” regizează un film pe Living Island.

## Personal
Tamiroff a murit de cancer pe 17 septembrie 1972. El a fost menționat în „Uncle Wiggily in Connecticut” (1942 New Yorker) al lui J. D. Salinger, precum și în romanul The Moviegoer (1961) al lui Walker Percy.

## Filmografie parțială
- Okay, America! (1932) - Bit role (debut în film necreditat)
- Clear All Wires! (1933) - Moscow Hotel Clerk (necreditat)
- Gabriel Over the White House (1933) - Delegate to the Debt Conference (necreditat)
- The Barbarian (1933) - colonel (necreditat)
- Professional Sweetheart (1933) - Hotel Waiter (necreditat)
- Storm at Daybreak (1933) - Gypsy Fiddler (necreditat)
- The Devil's in Love (1933) - Adjutant (necreditat)
- Queen Christina (1933) - Pedro (necreditat)
- Fugitive Lovers (1934) - Deaf-Mute Bus Passenger (necreditat)
- Sadie McKee (1934) - Riccori
- The Scarlet Empress (1934) - Bit part (necreditat)
- The Great Flirtation (1934) - Paul Wengler
- Whom the Gods Destroy (1934) - Peter Korotoff
- Straight Is the Way (1934) - Mr. Slavko (necreditat)
- Now and Forever (1934) - French Jeweller (necreditat)
- Chained (1934) - Pablo, the Ranch Chef
- The Merry Widow (1934) - Manager of Maxim's (necreditat)
- Lady by Choice (1934) - Poupolis (necreditat)
- The Captain Hates the Sea (1934) - generalul Salazaro
- Here Is My Heart (1934) - Manager of Hotel
- The Lives of a Bengal Lancer (1935) - Emir
- La veuve joyeuse (1935) - Turk
- The Winning Ticket (1935) - Guiseppe
- Rumba (1935) - Tony (necreditat)
- Naughty Marietta (1935) - Rudolpho
- Black Fury (1935) - Sokolsky
- Reckless (1935) - Chef at Wedding (necreditat)
- Go into Your Dance (1935) - Mexican in La Cucaracha Cantina
- Paris in Spring (1935) - Cafe Manager
- Black Fury (1935) - Romanoff
- (China Seas, 1935 - scenes deleted)
- (Ladies Love Danger, 1935 - scenes deleted)
- The Gay Deception (1935) - Spellek
- The Big Broadcast of 1936 (1935) - Boris
- Two-Fisted (1935) - Taxi Driver
- The Last Outpost (1935) - Mirov (necreditat)
- The Story of Louis Pasteur (1936) - Dr. Zaranoff
- Woman Trap (1936) - Joe Ramirez de la Valle
- Desire (1936) - Avilia, Police Official
- Anthony Adverse (1936) - Carlo Cibo
- The General Died at Dawn (1936) - General Yang
- The Jungle Princess (1936) - Karen Neg
- (I Loved a Soldier, 1936 – film necreditat)
- Her Husband Lies (1937) - Big Ed Bullock
- The Soldier and the Lady (1937) - Ogareff
- King of Gamblers (1937) - Steve Kalkas
- The Great Gambini (1937) - The Great Gambini
- High, Wide, and Handsome (1937) - Joe Varese
- This Way Please (1937) - Tartar Chieftain (necreditat)
- The Buccaneer (1938) - Dominique You
- Dangerous to Know (1938) - Stephan Recka
- Spawn of the North (1938) - Red Skain
- Ride a Crooked Mile (1938) - Mike Balan
- Paris Honeymoon (1939) - Mayor Peter Karloca
- King of Chinatown (1939) - Frank Baturin
- Union Pacific (1939) - Fiesta
- The Magnificent Fraud (1939) - Jules LaCroix / președintele Alvarado
- Honeymoon in Bali (1939) - Tony, the Window Washer
- Disputed Passage (1939) - Dr. 'Tubby' Forster
- The Way of All Flesh (1940) - Paul Kriza
- Untamed (1940) - Joe Easter
- The Great McGinty (1940) - The Boss
- North West Mounted Police (1940) - Dan Duroc
- Texas Rangers Ride Again (1940) - Mio PIo
- New York Town (1941) - Stefan Janowski
- The Corsican Brothers (1941) - Colonna
- Reap the Wild Wind (1942) - The Lamb (voice, necreditat)
- Tortilla Flat (1942) - Pablo
- Five Graves to Cairo (1943) - Farid
- 1943 Pentru cine bat clopotele (For Whom the Bell Tolls, regia Sam Wood) - Pablo
- His Butler's Sister (1943) - Popoff
- The Miracle of Morgan's Creek (1944) - The Boss
- The Bridge of San Luis Rey (1944) - Uncle Pio
- Dragon Seed (1944) - Wu Lien
- Can't Help Singing (1944) - Gregory
- Pardon My Past (1945) - Jim Arnold
- A Scandal in Paris (1946) - Emile Vernet
- Fiesta (1947) - Chato Vasquez
- The Gangster (1947) - Nick Jammey
- My Girl Tisa (1948) - Mr. Grumbach
- Relentless (1948) - Joe Faringo
- Outpost in Morocco (1949) - Lt. Glysko
- Black Magic  (1949) - Gitano
- Desert Legion (1953) - Pvt. Plevko
- They Who Dare (1954) - Captain George One
- You Know What Sailors Are (1954) - President of Agraria
- Cartouche (1955) - Marchese di Salpiere
- The Widow (1955) - The Uncle
- Mr. Arkadin (1955) - Jakob Zouk
- The Black Sleep (1956) - Odo
- Anastasia (1956) - Boris Adreivich Chernov
- Yangtse Incident: The Story of H.M.S. Amethyst (1957) - Colonel Peng
- Stigmatul răului (1958) -  „unchiul” Joe Grandi
- Me and the Colonel (1958) - Szabuniewicz
- The Rifleman (TV series): New Orleans Menace (1958) - Cesar Tiffauges
- Desert Desperadoes (1959) - The Merchant
- Ocean's 11 (1960) - Spyros Acebos
- La moglie di mio marito⁠(it)[traduceți] (1961) - Presidente agenzia pubblicitaria
- The Bacchantes (1961) - Teiresias
- Romanoff and Juliet (1961) - Vadim Romanoff
- The Last Judgment (1961) - Play director
- The Italian Brigands (1961) - O Zingaro
- Ursus and the Tartar Princess (1961) - Khan of the Tartars
- Invasion 1700 (1962) - Mielski Zasloba
- The Reluctant Saint (1962) - Bishop
- The Trial (1962) - Bloch
- A Queen for Caesar (1962) - Gnaeus Pompeius
- 1964 Laleaua neagră (La tulipe noire), regia Christian-Jaque
- Panic Button (1964) - Pandowski
- 1964 Topkapi, regia Jules Dassin  - Gerven the Cook
- nl⁠(Spuit Elf)[Elf&page=Spuit+Elf+%28film%29&targettitle=nl traduceți] (1964) - Bakker / Brandmeester
- Le bambole (1965) - Monsignor Arcudi (segment "Monsignor Cupido")
- Lord Jim (1965) - Schomberg
- Crime on a Summer Morning (1965) - Frank Kramer
- Alphaville (1965) - Henri Dickson
- Fabuloasa aventură a lui Marco Polo (1965) - Rașid al-Din Sinan, Bătrânul munților
- Marie-Chantal contre le docteur Kha (1965) - Prof. Lambaré / Dr. Kha
- The Liquidator (1965) - Sheriek
- Adultery Italian Style (1966) - Max Portesi
- Hotel Paradiso (1966) - Anniello, owner of Hotel Paradiso
- Lt. Robin Crusoe, U.S.N. (1966) - Tanamashu
- I nostri mariti (1966) - Cesare (segment "Il Marito di Olga")
- After the Fox (1966) - Okra
- it⁠(Un gangster venuto da Brooklyn)[gangster venuto da Brooklyn&page=it&targettitle=it traduceți] (1966) - Joe Montano
- The Vulture (1966) - Prof. Hans Koniglich
- A Rose for Everyone (1967) - Basilio
- (Monsieur Lecoq, 1967 - Unfinished film)
- de⁠(O tutto o niente)[tutto o niente&page=de&targettitle=de traduceți] (1968) - Pigsty / Dean Light
- The Girl Who Couldn't Say No (1968) - Uncle Egidio
- Great Catherine (1968) - Sergeant
- Moto Shel Yehudi (1968) - Inspector Mehdaloun
- Then Came Bronson (pilot) (1969) - Papa Bear
- (100 Rifles,1969, - Gen. Romero – scene șterse)
- Marquis de Sade: Justine (1969) - Du Harpin
- The Great Bank Robbery (1969) - Papa - Juan's Father
- (Don Quixote - Sancho Panza - neterminat, filmat între 1955–1969)